# Enrico Ducci
Enrico Ducci (Fermo, 15 maggio 1864 – Napoli, 29 luglio 1940) è stato un matematico italiano.

## Biografia
Laureatosi a Napoli nel 1887, insegna alla scuola media e al Collegio militare di Napoli sino al 1931. È autore di oltre 30 lavori di matematica, inclusi tre libri di didattica, occupandosi, in particolare, di teoria dei numeri.  È conosciuto per le "sequenze di Ducci" o "mappe di Ducci" o "gioco n-number", sulle quali sono stati scritti più di 80 articoli.
Non è chiaro se Ducci abbia pubblicato un lavoro su questa sua osservazione, che gli viene attribuita nel necrologio pubblicato sul Periodico di Matematiche.